# Joyaux de la Couronne iranienne
Les joyaux de la Couronne iranienne appelés aussi joyaux de la Couronne impériale de Perse sont une des collections de joaillerie les plus importantes, les plus grandes et les plus diversifiées au monde. 
La collection se compose d'un ensemble de couronnes et de trônes, d'une trentaine de tiares, de nombreuses aigrettes, d'épées et de boucliers recouverts de joyaux, de nombreuses pierres précieuses non-montées qui ont été rassemblées par les chahs (rois et empereurs) d'Iran au cours de l'histoire de l'Iran. La quasi-totalité des objets présents dans cette collection ont néanmoins été acquis par les rois de la dynastie safavide qui a régné en Perse entre 1502 et 1736.

## Histoire
Après l'invasion afghane en 1719, Ispahan, la capitale safavide est mise à sac et de nombreux bijoux disparaissent. Une campagne de reconquête est lancée par Nader Chah Afchar en 1729, reconquête qui sera poussée jusqu'à Delhi pour récupérer une partie des trésors iraniens qui étaient arrivés aux mains des empereurs Moghols. En 1738, Nader Shah prend puis pille Delhi, rapportant de nombreux joyaux en Perse. C'est à cette occasion que le diamant appelé Koh-i Nor (le plus grand diamant taillé du monde) est conquis.
Les joyaux de la Couronne iranienne ont été en partie utilisés par le dernier chah d'Iran, Mohammad Reza Pahlavi au cours de cérémonies officielles et de visites d'État.
La valeur des joyaux de la Couronne iranienne est tellement importante que ceux-ci servent de réserve à la monnaie iranienne. Ils ont été enfermés pendant des siècles jusqu'à ce qu'ils soient exposés au public dans les coffres de la Banque centrale d'Iran au cours du règne de Mohammad Reza Pahlavi. C'est également le dernier chah d'Iran qui a décrété que ces joyaux seraient la propriété de l'État iranien et non de la famille impériale. 
Bien que l'Iran soit maintenant une république islamique, la monarchie ayant été renversée en 1979, les joyaux de la Couronne impériale sont encore exposés à la Banque centrale iranienne à Téhéran. Plusieurs sources ont fait remarquer que les joyaux de la Couronne servent à soutenir le cours de la devise iranienne.

## Description
L'ensemble comprend :
- un globe serti de pierreries (environ 35 kg d'or et 51 000 pierres, essentiellement rubis, émeraudes et diamants)
- la couronne des Pahlavi
- le diamant Daria-e nour
- la couronne des Kiani
- un diadème d'émeraude et de diamant
- l'épée royale
- le diadème Noor-ol-Ain
- le diadème de l'impératrice Farah
- la couronne de l'impératrice
- un collier d'émeraude et de diamant
- l'épée de Fath Ali Shah Qajar
- le trône Naderi
- le trône du Paon, sur lequel fut un temps monté le diamant Koh-i Nûr.
- la masse royale d'Iran
- un collier de diamant et de platine
- une broche de saphir et de diamant
- l'épée de Nader Shah
- les épaulettes et les épées de turquoise
- le bouclier de Nader Shah
- des perles et un collier d'émeraude
- des anneaux, etc.

## Galerie de photos des joyaux

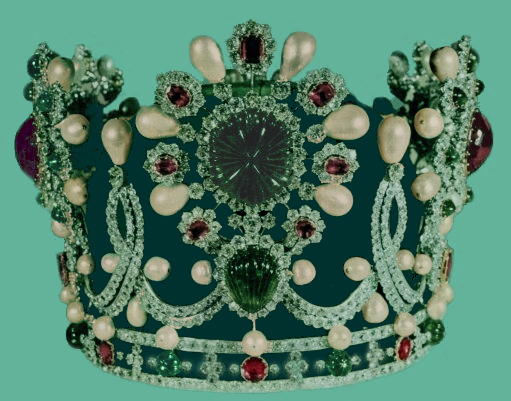
La couronne portée par l'impératrice Farah Diba lors de son couronnement en 1967.
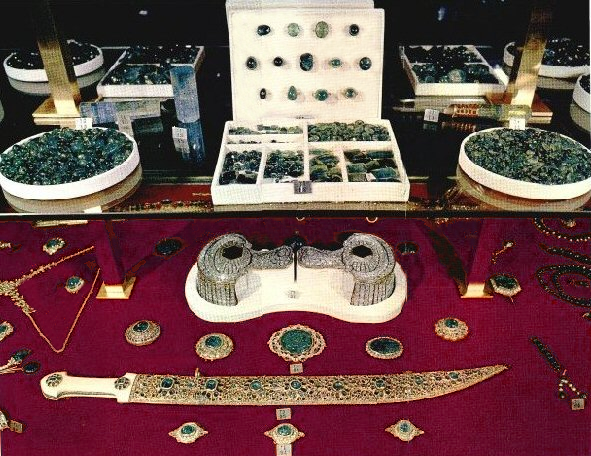
L'épée et les épaulettes de Nader Shah (1688 - 1747). Les épaulettes sont incrustées de diamants.
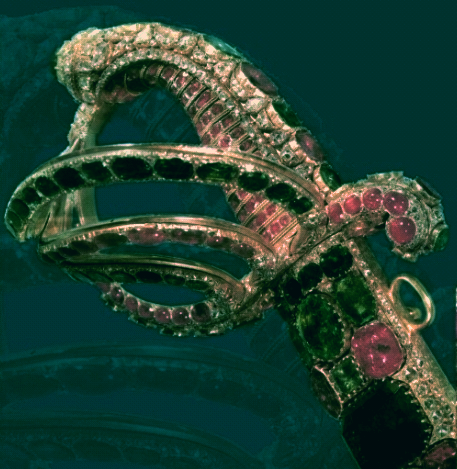
L'épée impériale, la dernière portée par le Shah d'Iran à son couronnement en 1967. L'épée est incrustée d'environ 3 000 pierres précieuses, dont de grosses émeraudes, des rubis, des diamants. Elle mesure 103 cm.
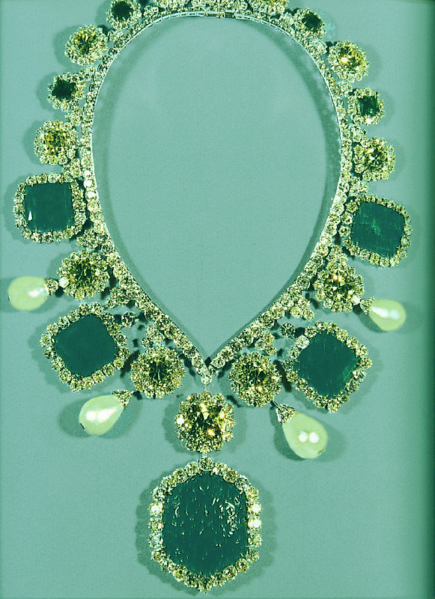
Le collier de l'impératrice iranienne pour son couronnement porte de grosses émeraudes, des diamants (dont les rares diamants jaunes) et des perles.
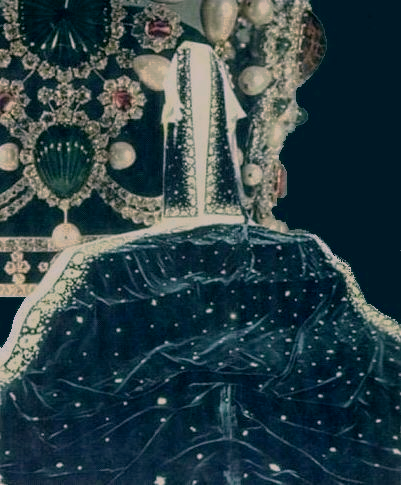
Cette cape de velours vers-bleu mesurant 15 mètres de long a été portée à l'occasion du couronnement de 1967. Elle est décorée de diamants, rubis, émeraudes, perles et autres pierres précieuses.
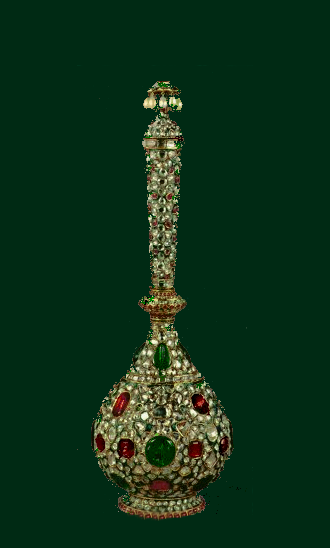
Pot couvert d'émeraudes, de rubis, de diamants et de perles. Probablement utilisé pour servir du vin.
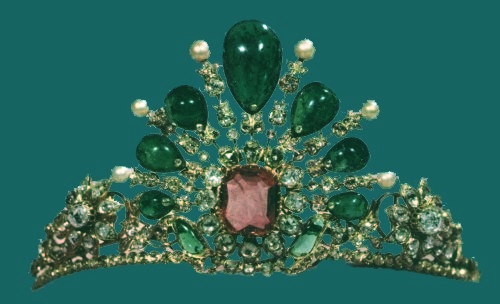
Une des trente tiares appartenant à la collection des joyaux de la couronne iranienne.
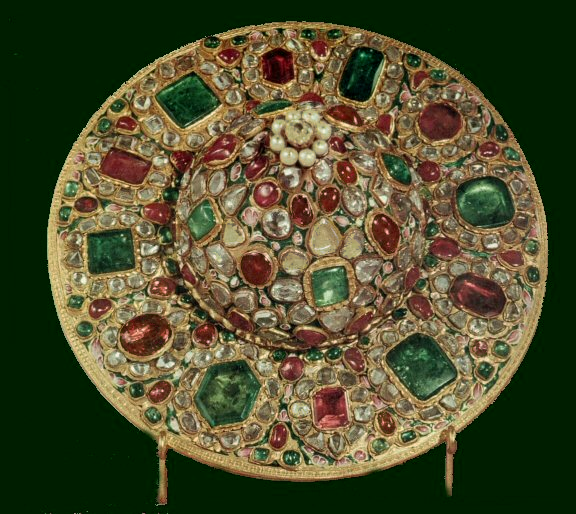
Couvercle d'un plat.
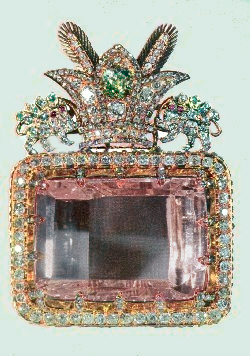
Le diamant appelé Daryā-e nour (« Mer de lumière ») est un des plus grands diamants taillés du monde. Il possède également une couleur rose qui est très inhabituelle. Il pèse 182 carats (36,4g).
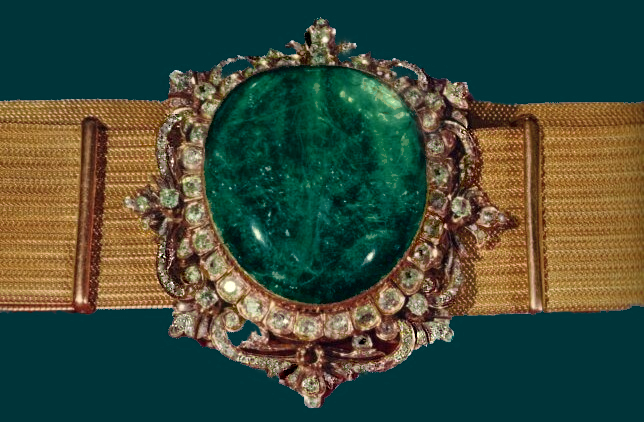
La ceinture du couronnement : cette ceinture a été tissée en fils d'or, elle mesure 119 cm de long. L'émeraude formant une partie de la boucle pèse 175 carats et est entourée de nombreux petits diamants. L'histoire de cette ceinture n'est pas connue, hormis le fait qu'elle remonterait au moins au XVIIe siècle. Les deux chahs Pahlavi l'ont portée pour leur couronnement.
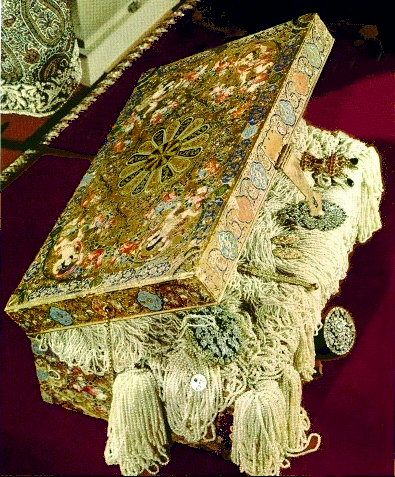
Coffre rempli de diverses perles originaires du golfe Persique. Ce coffre est décoré de peintures et motifs floraux datant de l'époque Qadjare.